# Нурумов, Шаймардан Усаинович
Шаймардан Усаинович Нурумов (род. 15 ноября 1950 года, с. Большой Дехан, Уйгурский район, Талды-Курганская область, Казахская ССР, СССР) — казахстанский политический деятель, депутат мажилиса парламента Казахстана VI созыва.

## Биография
В 1967 году окончил Октябрьскую среднюю школу по месту рождения с золотой медалью, год работал в данной школе руководителем драмкружка.
В 1968 году поступил в Ташкентский государственный университет им. В. И. Ленина и в 1974 году окончил восточный факультет ТашГУ. По специальности востоковед, учитель китайского языка.
В 1974—1975 годах работал секретарем комсомольской организации СПТУ-22 Энбекшиказахского района Алма-Атинской области.
В 1975—1979 годах работал учителем, военруком, заместителем директора по учебной части Октябрьской средней школы Уйгурского района Алма-Атинской области.
С 1979 по 2008 год служил в рядах КГБ Казахской ССР — КНБ РК. Полковник.
С 26 мая 2012 года по март 2016 года являлся председателем ОО «Республиканский этнокультурный центр уйгуров Казахстана».
В 2016—2021 годах — депутат мажилиса парламента Казахстана VI созыва от Ассамблеи народа Казахстана, член комитета по экономической реформе и региональному развитию мажилиса парламента.
В июне 2022 года вошёл в состав Национального курултая при президенте Республики Казахстан.

## Награды
- Орден «Курмет»